# Se Ci Sei Datti Un Colpo
Se Ci Sei Datti Un Colpo è l'unico album in studio del duo comico pugliese Toti e Tata pubblicato nel 1989 dall'etichetta Canale Network 100 e La Dolce Vita.

## Tracce
1. Libidibus - 4:00 (G. Nuziante)
2. Voglio Ricordar Di Te - 4:00 (G. Nunziante)
3. China Girl - 4:05 (G. Nunziante, A. Vannucci)
4. Sambaolo - 4:00 (G. Nunziante, A. Vannucci)
5. Perché Noi - 4:00 (G. Nuziante)
6. Mo E Chi È - 3:20 (G. Nuziante)
7. Mamma Mi Son Fatto La Bua - 3:40 (G. Nuziante, A. Vannucci)
8. Se Mi Devi Lasciare Avvisami Un Giorno Prima - 4:20 (G. Nuziante, A. Vannucci)